# Дикарев, Пётр Емельянович
Пётр Емельянович Дикарев (12 февраля 1936, Ессентуки, Северо-Кавказский край — 16 февраля 1999, Москва) — советский хозяйственный, государственный и политический деятель.

## Биография
Родился в 1936 году в городе Ессентуки.
Окончил Криворожский горнорудный институт. Член КПСС.
С 1959 года — маркшейдер карьера треста «Казметаллургстрой», инженерный работник на стройках Темиртау, Караганды и Алма-Аты.
В 1964—1990 годах — инженерный работник на 1-м Государственном подшипниковом заводе, первый секретарь Ждановского райкома КПСС города Москвы, председатель Московского городского комитета народного контроля.
Делегат XXVI съезда КПСС.
Умер в 1999 году в Москве.

## Произведения
- Дикарев, Пётр Емельянович. Воспитание ответственности за порученное дело [Текст] / П. Дикарев. — М.: Профиздат, 1975. — 80 с.
- Дикарев, Пётр Емельянович. Коммунистическому воспитанию — повседневное внимание [Текст] / П. Е. Дикарев. — М.: Профиздат, 1981. — 80 с.